# مبادرة الجوائز الثقافية الوطنية
مبادرة الجوائز الثقافية الوطنية مبادرة ثقافية أطلقتها وزارة الثقافة عام 2020م ضمن برنامج جودة الحياة، أحد برامج تحقيق رؤية المملكة العربية السعودية 2030، وانطلقت المبادرة بعدد 14 جائزة ثقافية تقدمها الوزارة لتكريم المبدعين في المجال الثقافي، وتمنح سنوياً لأهم الإنجازات الثقافية التي يحققها الأفراد السعوديون أو المؤسسات الثقافية الناشطة في السعودية. وتهدف المبادرة إلى تشجيع المحتوى والإنتاج الثقافي لخدمة القطاعات الثقافية الستة عشر في وزارة الثقافة.

## التاريخ
- في ليلة تكريم الفائزين في الدورة الثانية 2022م أعلن وزير الثقافة الأمير بدر بن عبد الله بن فرحان آل سعود عن استحداث «جائزة التميز الثقافي الدولي» ابتداءً من الدورة الثالثة.[3]
- مع بدء أعمال الدورة الثالثة من الجوائز الثقافية الوطنية 2023 استُحدثت «جائزة سيدات ورجال الأعمال» بداية عام 2023،[4] لتكريم المساهمات الثقافية لسيدات ورجال الأعمال.[5]
- في ليلة تكريم الفائزين في الدورة الرابعة 2024م أعلن وزير الثقافة الأمير بدر بن عبد الله بن فرحان آل سعود عن استحداث جائزتين هما: «جائزة الإعلام الثقافي»، و«جائزة الحِرف اليدوية» ابتداءً من الدورة الخامسة.[6]

## الأهداف
- الاحتفاء والتكريم لأهم الإنجازات الثقافية الوطنية التي تتحقق كل عام.
- تشجيع وتحفيز الإنتاج الثقافي بالدعم والتمكين المادي وغير المادي.
- تسليط الضوء على المواهب الثقافية الوطنية وإبراز إنتاجها الثقافي محلياً ودولياً.
- تشجيع المشاركة المجتمعية بالتفاعل مع الساحة الثقافية من خلال متابعة مراحل الجوائز الثقافية.
- تكريم رواد القطاع الثقافي وتقدير جهودهم المبذولة في خدمة قطاع الثقافة عبر مختلف الأجيال.
- تحفيز القطاع الخاص والمؤسسات غير الربحية لتبني وتطوير المواهب الثقافية من خلال برامج خاصة.[7]

## فئات الجوائز
1. شخصية العام الثقافية.
2. الثقافة للشباب.
3. فنون العمارة والتصميم.
4. فنون الطهي.
5. المؤسسات الثقافية.
6. الأفلام.
7. الأدب.
8. النشر.
9. الترجمة.
10. الأزياء.
11. الموسيقى.
12. التراث الوطني.
13. الفنون البصرية.
14. المسرح والفنون الأدائية.[8]
15. التميز الثقافي الدولي.[5]
16. سيدات ورجال الأعمال.[5]
17. الإعلام الثقافي.
18. الحرف اليدوية.[6]

## الفائزون

### الدورة الأولى 2021
| م  | الجائزة                 | الفائزون | المصدر |
| -- | ----------------------- | --- | ------ |
| 1  | شخصية العام الثقافية    | محمد بن ناصر العبودي |        |
| 2  | الثقافة للشباب          | شهد أمين |        |
| 3  | فنون العمارة والتصميم   | (حُجبت) |        |
| 4  | فنون الطهي              | 1- راكان العريفي. 2- الأكاديمية السعودية زادك لفنون الطهي. 3- نورة البدران |        |
| 5  | الأفلام                 | 1- شهد أمين. 2- (حُجبت). 3- (حُجبت) |        |
| 6  | الأدب                   | 1- عبد العزيز الصقعبي. 3- مقبول العلوي. 2- أمل صالح الحربي |        |
| 7  | النشر                   | 1- العبيكان للنشر والترجمة. 2- دار كادي ورمادي للنشر والتوزيع. 3- دار أثر للنشر والتوزيع |        |
| 8  | الترجمة                 | 1- عبد الله إدريس. 2- سلطان المجيول. 3- بندر الحربي |        |
| 9  | المؤسسات الثقافية       | الجمعية السعودية للمحافظة على التراث «نحن تراثنا» عن مسار المؤسسات الثقافية غير الربحي مركز الملك عبد العزيز الثقافي العالمي (إثراء) عن مسار المؤسسات الثقافية الكبيرة والناشئة من القطاع الخاص تطبيق «كتابي لك» عن مسار برامج المسؤولية الاجتماعية الثقافية من القطاع الخاص |        |
| 10 | الأزياء                 | 1- شركة تفاصيل العالمية «لومار». 2- يوسف أكبر. 3- أروى العماري |        |
| 11 | الموسيقى                | 1- زينة صويلح. 2- أكرم المطر . 3- ريم التميمي |        |
| 12 | التراث الوطني           | 1- عبد العزيز الدخيل. 2- هشام مرتضى. 3- شركة تراثنا للمسؤولية الاجتماعية |        |
| 13 | الفنون البصرية          | 1- لولوة الحمود. 2- دانة عورتاني. 3- أحمد عنقاوي |        |
| 14 | المسرح والفنون الأدائية | 1- سامي الجمعان. 2- ياسر مدخلي. 3- (حُجبت) | [ 9 ]  |

### الدورة الثانية 2022
| م  | الجائزة                 | الفائزون | المصدر |
| -- | ----------------------- | --- | ------ |
| 1  | شخصية العام الثقافية    | عبد العزيز بن محمد السبيل |        |
| 2  | الثقافة للشباب          | بدر الحمود |        |
| 3  | فنون العمارة والتصميم   | محمد بن إبراهيم شفيع |        |
| 4  | فنون الطهي              | عبد الصمد الهوساوي |        |
| 5  | الأفلام                 | فيصل بالطيور |        |
| 6  | الأدب                   | كفاح بوعلي |        |
| 7  | النشر                   | مكتبة جرير |        |
| 8  | الترجمة                 | شريف بقنة |        |
| 9  | المؤسسات الثقافية       | هيئة تطوير بوابة الدرعية (مسار القطاع الحكومي) معهد مسك للفنون (مسار القطاع غير الربحي) معهد البيت الموسيقي للتدريب (مسار القطاع الخاص) |        |
| 10 | الأزياء                 | سميرة العتيبي |        |
| 11 | الموسيقى                | بندر بن عبيد |        |
| 12 | التراث الوطني           | أحمد النغيثر |        |
| 13 | الفنون البصرية          | مهند شونو |        |
| 14 | المسرح والفنون الأدائية | علي خبراني | [ 10 ] |

### الدورة الثالثة 2023
| م  | الجائزة                                     | الفائزون | المصدر |
| -- | ------------------------------------------- | --- | ------ |
| 1  | شخصية العام الثقافية                        | أبو عبد الرحمن بن عقيل الظاهري                                                                                  |        |
| 2  | الثقافة للشباب                              | لبنى الخميس |        |
| 3  | فنون العمارة والتصميم                       | خلود عطار |        |
| 4  | فنون الطهي                                  | شركة بتيل المحدودة                                                                                              |        |
| 5  | الأفلام                                     | إبراهيم الحساوي                                                                                                 |        |
| 6  | الأدب                                       | محمد إبراهيم يعقوب                                                                                              |        |
| 7  | النشر                                       | دار أدب للنشر والتوزيع                                                                                          |        |
| 8  | الترجمة                                     | مها الفالح |        |
| 9  | المؤسسات الثقافية                           | المجموعة السعودية للأبحاث والإعلام (مسار القطاع الخاص) مركز عبد الرحمن السديري الثقافي (مسار القطاع غير الربحي) |        |
| 10 | الأزياء                                     | شارملينا للمجوهرات                                                                                              |        |
| 11 | الموسيقى                                    | عبد الرحمن محمد                                                                                                 |        |
| 12 | التراث الوطني                               | عبد الله المصري                                                                                                 |        |
| 13 | الفنون البصرية                              | منال الضويان |        |
| 14 | المسرح والفنون الأدائية                     | فرقة الرياض |        |
| 15 | التميز الثقافي الدولي                       | مؤسسة التحالف الدولي لحماية التراث في مناطق النزاع «ألِف»                                                        |        |
| 16 | سيدات ورجال الأعمال الداعمين للنشاط الثقافي | عبد الرحمن بن محفوظ                                                                                             | [ 11 ] |

### الدورة الرابعة 2024
| م  | الجائزة                                     | الفائزون                                                                                       | المصدر        |
| -- | ------------------------------------------- | ---------------------------------------------------------------------------------------------- | ------------- |
| 1  | شخصية العام الثقافية                        | د. سعد الصويان                                                                                 | [ 12 ]        |
| 2  | الثقافة للشباب                              | ضياء اليوسف                                                                                    |               |
| 3  | فنون العمارة والتصميم                       | د. خالد عزام                                                                                   |               |
| 4  | فنون الطهي                                  | د. محمد المنصوري                                                                               |               |
| 5  | الأفلام                                     | توفيق الزايدي                                                                                  |               |
| 6  | الأدب                                       | أسامة المسلم                                                                                   |               |
| 7  | النشر                                       | دار التربية القيادية                                                                           |               |
| 8  | الترجمة                                     | د. وليد العمري                                                                                 |               |
| 9  | المؤسسات الثقافية                           | مجموعة «إم بي سي» (مسار المؤسسات الربحية) مؤسسة الملك فيصل الخيرية (مسار المؤسسات غير الربحية) |               |
| 10 | الأزياء                                     | د. ليلى البسام                                                                                 |               |
| 11 | الموسيقى                                    | عبادي الجوهر                                                                                   |               |
| 12 | التراث الوطني                               | د. عبد الله الشارخ                                                                             |               |
| 13 | الفنون البصرية                              | طه الصبان                                                                                      |               |
| 14 | المسرح والفنون الأدائية                     | محمد الطويان                                                                                   |               |
| 15 | التميز الثقافي الدولي                       | مؤسسة جبل الفيروز                                                                              |               |
| 16 | سيدات ورجال الأعمال الداعمين للنشاط الثقافي | محمد بن سعد البواردي                                                                           | [ 13 ] [ 14 ] |